# Замок Донегол
Замок Донегол (англ. Donegal Castle, ирл. Caisleán Dhún na nGall) — один из замков Ирландии, расположен в графстве Донегол, в центре города Донегол. Долгое время — более 200 лет замок лежал в руинах, но был восстановлен в 1990 годах.
Замок прямоугольного плана, построенный в XV веке, имеет достройки в стиле времен короля Якова I. Замок стоит на утесе реки Эске, недалеко от устья этой реки и залива Донегол. Замок окружен стеной XVII века. Есть небольшое караульное помещение у входа с зеркальной симметрией. Большая часть древней кладки была из местного дикого камня — известняка и песчаника. Замок был оплотом клана О’Доннелл и столицей королевства Тир Коннайлл — последнего свободного ирландского королевства. Клан О’Донелл был одним из сильнейших ирландских кланов с V по XVI века.
В среду 25 мая 2016 года замок посетил принц Уэльский и Герцогиня Корнуолла, во время своего официального визита в графство Донегол.

## История
Ирландское название замка Донегол — Дун на н-Галл переводится как «Крепость иностранца». Почему замок и город получили такое название — не совсем понятно. Есть версия, что в этой местности когда-то высадились викинги и построили свою крепость, которая потом была разрушена в 1159 году. Однако никаких археологических свидетельств такой крепости викингов не найдено. Согласно другой версии этими землями владел когда-то клан О’Галагер (ирл. O’Gallagher), который когда-то помог викингам, корабль которых разбился у этих берегов, и за это викинги никогда не нападали на эти земли. Сэр Хью О’Доннелл Старший — богатый вождь клана О’Доннелл построил здесь замок в 1474 году. В это же время он и его жена Нуала (ирл. NualaNuala) построили францисканский монастырь дальше вниз по течению реки. Местная легенда говорит о туннелях, соединяющих эти два сооружения, но никаких доказательств этого не найдено. Замок считался одним из лучших гэльских замков в Ирландии. Об этом свидетельствует отчет по посещении английского вице-короля, лорда-депутата Ирландии — сэра Генри Сидни, который в 1566 году в письме Уильяму Сесилу — I барон Берли, лорд-казначея, охарактеризовал его как "величайшую и сильнейшую крепость во всей Ирландии ", добавив: «Это самый большой замок, какой я когда-либо видел в руках ирландцев, он, кажется в хорошем состоянии, один из самых красивых, расположен на хорошем грунте и так близко к питьевой воды, что лодка десяти тонн может прийти в десяти ярдах от него».
В 1607 году, после окончания Девятилетней войны, когда пали последние независимые королевства Ирландии, и попытка получить независимость Ирландии закончилась очередным крахом, вожди клана О’Доннелл покинули Ирландию во время так называемого «Бегства графов». В 1611 году замок и его земли были подарены английскому капитану Бэзилу Бруку. Замок был серьезно поврежден кланом О’Доннелл, для того чтобы новые хозяева — англичане не могли его использовать для борьбы против ирландских кланов. Но новые владельцы быстро восстановили замок. Капитан Брук добавил новые окна, новые фронтоны и достроил большой новый дом лорда, крыло к сторожевой башне, все в стиле короля Якова І. Семья Брук владела замком на протяжении многих поколений, пока он не превратился в полную руину в XVIII веке. В 1898 году тогдашний владелец — граф Арран, пожертвовал замок Управлению общественных работ в Ирландии.

## Восстановление
В 1990-х годах Управление общественных работ отремонтировало замок. Была установлена новая кровля и полы, используя оригинальные стили и техники XV века. Дубовые древесные материалы были привезены из Брукенброу Эстейт, графство Фермана. Замок в настоящее время открыт для публики, в нем часто проводятся такие мероприятия, как гэльские культурные вечера.